# Internationaux de Strasbourg 1992
L'Internationaux de Strasbourg 1992 è stato un torneo di tennis giocato sulla terra rossa.
È stata la 6ª edizione del Internationaux de Strasbourg, che fa parte della categoria Tier IV nell'ambito del WTA Tour 1992. Si è giocato a Strasburgo in Francia, dal 18 al 24 maggio 1992.

## Campionesse

### Singolare
Judith Wiesner ha battuto in finale  Naoko Sawamatsu con il punteggio di 6–1, 6–3

### Doppio
Patty Fendick /  Andrea Strnadová hanno battuto in finale  Lori McNeil /  Mercedes Paz con il punteggio di 6–3, 6–4